# لو واي-كوك
لو واي-كوك هو مهندس وسياسي صيني، ولد في 1953 في هونغ كونغ في الصين. نشط حزبياً في Business and Professionals Alliance for Hong Kong ‏. وقد انتخب عضو اللجنة الوطنية لجمهورية الصين الشعبية ‏ خلال فترته النيابية ‏.